# Dysphania fulvilauta
Dysphania fulvilauta là một loài bướm đêm trong họ Geometridae.